# Words That Go Unspoken, Deeds That Go Undone
Words That Go Unspoken, Deeds That Go Undone är det brittiska progressiva black metal/death metal-bandet Akercockes fjärde studioalbum, utgivet oktober 2005 av skivbolaget Earache Records.

## Låtlista
1. "Verdelet" – 4:46
2. "Seduced" – 4:40
3. "Shelter from the Sand" – 10:40
4. "Eyes of the Dawn" – 4:41
5. "Abbadonna, Dying in the Sun" (instrumental) – 1:21
6. "Words That Go Unspoken, Deeds That Go Undone" – 5:13
7. "Intractable" – 3:56
8. "Seraphs and Silence" – 4:44
9. "The Penance" – 4:32
10. "Lex Talionis" – 3:29

## Medverkande
Musiker (Akercocke-medlemmar)
- Jason Mendonça – sång, gitarr
- David Gray – trummor
- Matt Wilcock – gitarr
- Peter Theobalds – basgitarr

Produktion
- Akercocke – producent
- Matt Wilcock, Jason Mendonça – ljudtekniker
- Neil Kernon – ljudmix
- Alan Douches – mastering
- Peter Theobalds – omslagsdesign
- David Gray	 – omslagskonst
- Sam Scott-Hunter – foto